# Christine Teunissen
Christine Teunissen (Leidschendam, 6 september 1985) is een Nederlandse historica en politica namens de Partij voor de Dieren.

## Levensloop
Van 2005 tot 2011 studeerde Teunissen geschiedenis aan de Universiteit Leiden, waar ze zich richtte op sociale bewegingen. Van 2012 tot 2014 werkte Teunissen als persvoorlichter voor de Tweede Kamerfractie van de Partij voor de Dieren. In 2014 werd ze raadslid voor de partij in Den Haag. Sinds 2015 werkte ze voor de Eerste Kamerfractie van de Partij voor de Dieren.
Op 29 maart 2015 werd Teunissen door het congres van de Partij voor de Dieren de tweede, verkiesbare, plek op de lijst gegeven voor de Eerste Kamerverkiezingen 2015. Aangezien de Partij voor de Dieren bij deze verkiezingen twee zetels wist te behalen, werd de destijds 29-jarige Teunissen op 9 juni 2015 geïnstalleerd als Eerste Kamerlid, het jongste van de zittende leden. Op 10 oktober 2018 trad Teunissen af als lid van de Eerste Kamer; zij was van 11 oktober 2018 tot 31 januari 2019 lid van de Tweede Kamer in een tijdelijke vacature ter vervanging van Marianne Thieme tijdens haar ziekteverlof. Ook trad Teunissen af als fractievoorzitter in de Haagse gemeenteraad en werd opgevolgd door Robert Barker. 
Op 12 maart 2019 keerde Teunissen, na het aftreden van Floriske van Leeuwen, terug in de Eerste Kamer.
In november 2020 werd zij door de PvdD op de tweede plaats gezet op de lijst voor de Tweede Kamerverkiezingen van 17 maart 2021, achter lijsttrekker Esther Ouwehand. Op 31 maart 2021 werd Teunissen (wederom) beëdigd als lid van de Tweede Kamer. Wegens ziekteverlof van Ouwehand werd Teunissen per oktober 2022 tijdelijk fractievoorzitter van de PvdD-fractie. In haar toespraak op 20 november 2022 op het partijcongres in Den Bosch zei ze de problemen niet "stapje voor stapje" te willen aanpakken, maar juist het aantal koeien, varkens en kippen zo snel mogelijk fors te beperken. Daarmee zei ze met de activistische milieubeweging Extinction Rebellion in gesprek te willen.
Ines Kostić · Esther Ouwehand · Christine Teunissen
- Parlement.com: vjs9iul0rxj3